# Крейсберг Ісак Миронович
Кре́йсберг Іса́к Миро́нович (партійна кличка — Гео́ргій; 7 [19] березня 1898, Київ, Київська губернія, Російська імперія — 16 січня 1919, Полтава, Полтавська губернія, Українська Народна Республіка) — український політичний діяч, революціонер, більшовик, народний секретар фінансів Народного секретаріату Української Народної Республіки Рад (1918).

## Біографія
Народився в Києві (тепер — Україна) у бідній єврейській родині. Закінчив 4-класне училище Бродського. З 1909 року працює, спочатку в Києві, потім у Мінську, Двінську. 
З 1912 року брав участь у революційному русі. З 1914 року в Києві, член комітету РСДРП(б). У 1915 році заарештований, засуджений військовим судом до двох років восьми місяців років каторги (відбував у арештанських ротах у Києві, звільнений після Лютневої революції). 
З березня 1917 року — секретар Київського комітету РСДРП(б), у квітні — червні 1917 року — член Окружного комітету РСДРП(б) Південно-Західного краю і виконкому Київської ради робітничих депутатів. 27 жовтня 1917 року обраний у Київський ревком, 28 жовтня 1917 року — заарештований, згодом звільнений. 15 січня 1918 року ввійшов до складу загальноміського Військово-революційного комітету по керівництву повстанням у Києві, брав участь у боях зі Збройними силами УНР. 
У січні — лютому 1918 року — заступник народного секретаря, народний секретар фінансів у Народному секретаріаті (радянському уряді України). На 1-му і 2-му з'їздах КП(б)У обирався до складу ЦК КП(б)У. 
У 1918 році — на підпільній роботі в Одесі (член підпільного ревкому) і в Харкові, один із керівників повстання проти Директорії УНР у Катеринославі (27–28 грудня 1918 року), брав участь у роботі Полтавського губернського селянського з'їзду. Заарештований та розстріляний 16 січня 1919 року в Полтаві.

## Ушанування пам'яті
- Одну з площ Полтави, де було знайдено тіло Крейсберга, 1919 року було названо на його честь.
- Вулиця Ісаакяна (колишня назва — Фабрична вулиця) у Києві в 1919–1944 роках мала назву вулиця Крейсберга[4][5].

2015 року після прийняття Закону України «Про засудження комуністичного та націонал-соціалістичного (нацистського) тоталітарних режимів в Україні та заборону пропаганди їхньої символіки» прізвище Крейсберга Українським інститутом національної пам'яті було включено до списку осіб, чия діяльність підпадає під дію законів про декомунізацію.